# Asciano
Asciano is een gemeente in de Italiaanse provincie Siena (regio Toscane) en telt 6845 inwoners (31-12-2004). De oppervlakte bedraagt 215,5 km², de bevolkingsdichtheid is 32 inwoners per km². In de gemeente ligt in een deel van de Crete Senesi het klooster Monte Oliveto Maggiore.

## Demografie
Asciano telt ongeveer 2777 huishoudens. Het aantal inwoners steeg in de periode 1991-2001 met 4,5% volgens cijfers uit de tienjaarlijkse volkstellingen van ISTAT.
| Jaar | Inwoneraantal |
| ---- | ------------- |
| 1991 | 6210          |
| 2001 | 6488          |

## Geografie
De gemeente ligt op ongeveer 200 m boven zeeniveau.
Asciano grenst aan de volgende gemeenten: Buonconvento, Castelnuovo Berardenga, Monteroni d'Arbia, Rapolano Terme, San Giovanni d'Asso, Siena, Sinalunga, Trequanda.

## Geboren
- Bruno Torpigliani (1915-1995), geestelijke en aartsbisschop

## Afbeeldingen

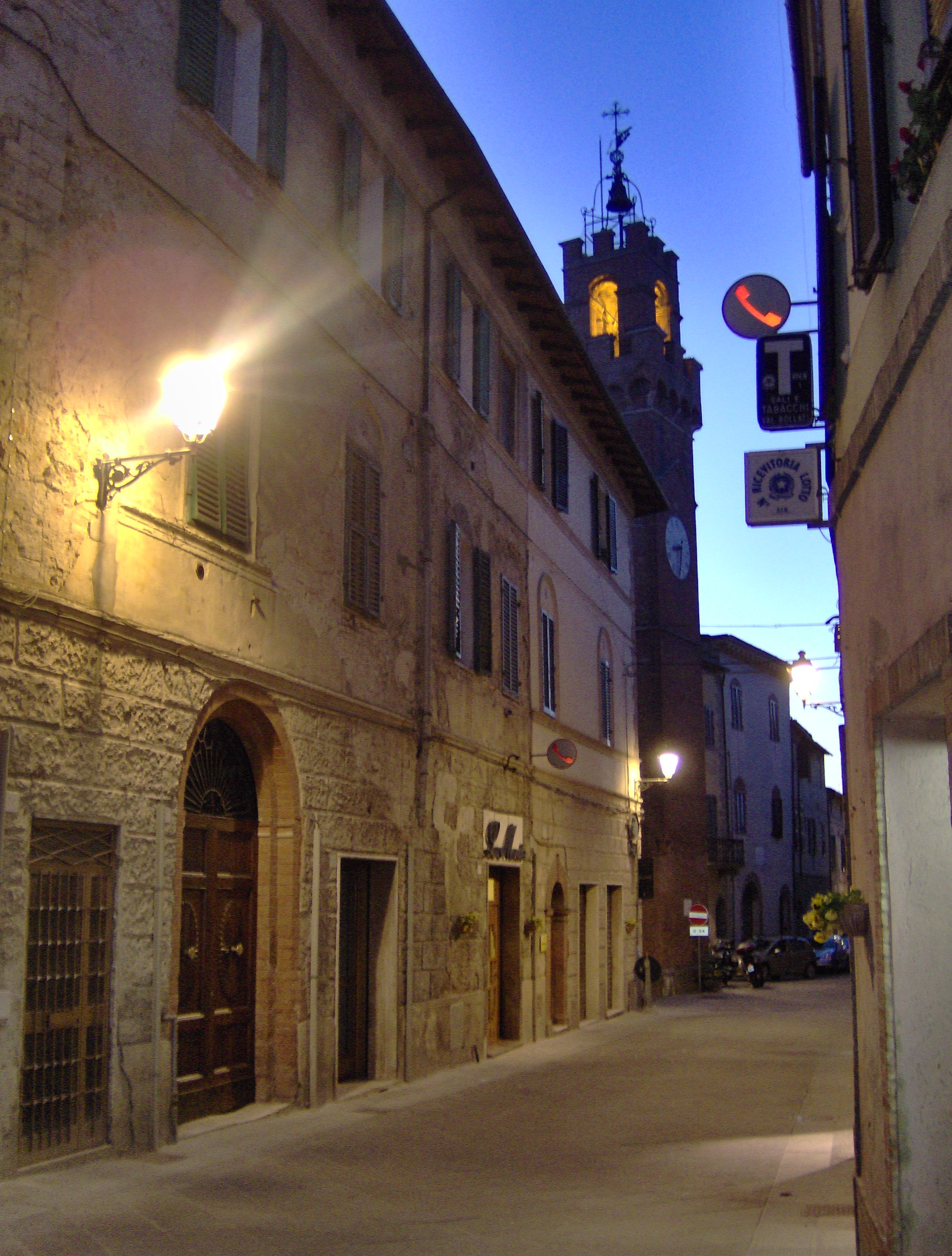
Blik in de Corso Giacomo Matteotti, een straat in het centrum van Asciano
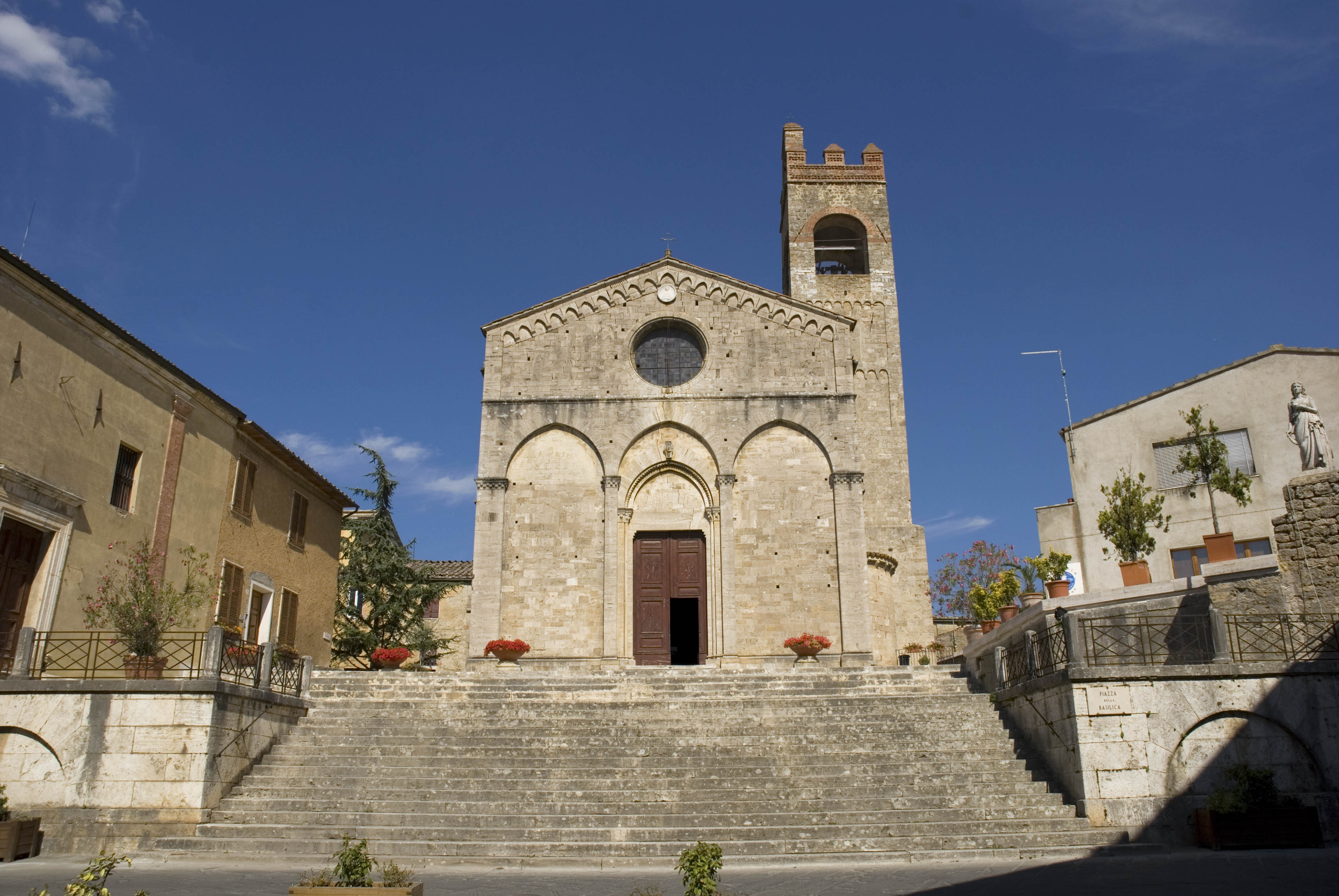
De kerk Collegiata di Sant'Agata in Asciano